# Orțăști
Orțăști – wieś w Rumunii, w okręgu Neamț, w gminie Drăgănești. W 2011 roku liczyła 315 mieszkańców.